# پژو ئی-لجند
پژو ئی-لجند (به فرانسوی: Peugeot e-Legend) یک خودروی کوپه الکتریکی مفهومی دو در است که توسط خودروسازی فرانسوی پژو تولید شده و در نمایشگاه خودروی پاریس ۲۰۱۸ ارائه شده‌است. طراحی این خودرو نوعی ادای احترام به مدل پژو ۵۰۴ همین شرکت است که سال ۲۰۱۸ در جشن ۵۰ سالگی ان به نمایش عموم در آمد.